# 1954-es Formula–1 német nagydíj
A német nagydíj volt az 1954-es Formula–1 világbajnokság hatodik futama, amelyet 1954. augusztus 1-jén rendeztek meg a német Nürburgringen.

## Futam
Az ötödik versenyt a németországi Nürburgringen rendezték, ahol a német szurkolók nagy örömére a Fangio, a Mercedes volánjánál ülve, pole pozícióból indulva nyert, és a verseny leggyorsabb körét is egy Mercedes futotta, Karl Klingel a volánjánál, aki végül is negyedik lett, s ferraris Sergio Mantovani előtt. A dobogóra Fangio mögött két ferraris állhatott fel, Mike Hawthorn és Maurice Trintignant. De Hawthornnak meg kellett osztania pontjait Gonzálezzel, akivel autót cserélt, hat körrel a 22 körös verseny vége előtt. Fangio a hátralévő három fordulótól függetlenül már világbajnok lett.
| Helyezés | Rajtszám | Versenyző                           | Csapat/Motor | Futott kör | Idő/Kiesés oka     | Rajthely | Pont |
| -------- | -------- | ----------------------------------- | ------------ | ---------- | ------------------ | -------- | ---- |
| 1        | 18       | Juan Manuel Fangio                  | Mercedes     | 22         | 3h45:45.8          | 1        | 8    |
| 2        | 1        | José Froilán González Mike Hawthorn | Ferrari      | 22         | + 1:36.5           | 5        | 3    |
| 3        | 2        | Maurice Trintignant                 | Ferrari      | 22         | + 5:08.6           | 7        | 4    |
| 4        | 19       | Karl Kling                          | Mercedes     | 22         | + 6:06.5           | 23       | 4    |
| 5        | 7        | Sergio Mantovani                    | Maserati     | 22         | + 8:50.5           | 15       | 2    |
| 6        | 4        | Piero Taruffi                       | Ferrari      | 21         | + 1 kör            | 13       |      |
| 7        | 15       | Harry Schell                        | Maserati     | 21         | + 1 kör            | 14       |      |
| 8        | 25       | Louis Rosier                        | Ferrari      | 21         | + 1 kör            | 11       |      |
| 9        | 24       | Robert Manzon                       | Ferrari      | 20         | + 2 kör            | 12       |      |
| 10       | 9        | Jean Behra                          | Gordini      | 20         | + 2 kör            | 9        |      |
| Ki       | 14       | Prince Bira                         | Maserati     | 18         | Kormányzás         | 19       |      |
| Ki       | 21       | Hermann Lang                        | Mercedes     | 10         | Kicsúszás          | 13       |      |
| Ki       | 11       | Clemar Bucci                        | Gordini      | 8          | Kerékhiba          | 16       |      |
| Ki       | 22       | Theo Helfrich                       | Klenk-BMW    | 8          | Motorhiba          | 21       |      |
| Ki       | 20       | Hans Herrmann                       | Mercedes     | 7          | Üzemanyagszivárgás | 4        |      |
| Ki       | 10       | Paul Frère                          | Gordini      | 4          | Kerékhiba          | 4        |      |
| Ki       | 3        | Mike Hawthorn                       | Ferrari      | 3          | Váltóhiba          | 3        |      |
| Ki       | 8        | Roberto Mieres                      | Maserati     | 2          | Üzemanyagszivárgás | 17       |      |
| Ki       | 16       | Stirling Moss                       | Maserati     | 1          | Kerékcsapágy       | 3        |      |
| Ki       | 12       | André Pilette                       | Gordini      | 0          | Felfüggesztés      | 20       |      |
| NI       | 6        | Onofre Marimón                      | Maserati     |            | Halálos baleset    | 8        |      |
| NI       | 5        | Luigi Villoresi                     | Maserati     |            | Visszalépett       | 10       |      |
| NI       | 17       | Ken Wharton                         | Maserati     |            | Visszalépett       | 22       |      |

## Statisztikák
- A versenyben vezettek: Juan Manuel Fangio 20 kör (1–14., 17–22.) és Karl Kling 2 kör (15–16.).
- Juan Manuel Fangio 11. győzelme, 14. pp., Karl Kling egyetlen lgyk. Mercedes 2. győzelme.
- Megosztott autó:
  - #1-es autó: José Froilán González (16 kör), majd Mike Hawthorn (6 kör).

Onofre Marimón utolsó versenye.